# III liga polska w piłce siatkowej mężczyzn (2009/2010)
III liga polska w piłce siatkowej mężczyzn 2009/2010 – rozgrywki czwartej w hierarchii po PLPS (PlusLidze), I lidze i II lidze - klasy męskich ligowych rozgrywek siatkarskich w Polsce. Rywalizacja w niej toczy się systemem ligowym - o awans do II ligi, a za jej prowadzenie odpowiadają Wojewódzkie Związki Piłki Siatkowej. W niektórych województwach gra się rundy play-off. Najlepsze dwie drużyny każdego z województw miały prawo wystąpić w turniejach o awans do II ligi organizowanych przez Polski Związek Piłki Siatkowej - półfinałowych i finałowych. W każdym turnieju udział brały 4 drużyny. W półfinałowych 2 najlepsze z każdego z nich awansowały dalej, a w turniejach finałowych tylko najlepsza drużyna każdego z turniejów awansowała bezpośrednio do II ligi, natomiast drużyny z drugich miejsc rozgrywały z drużynami z II ligi dwumecz barażowy o awans. W niektórych województwach najsłabsze drużyny są relegowane do IV ligi, jeśli w danym województwie ona funkcjonuje.

## Turnieje półfinałowe[1]

### Kraków
| miejsce | drużyna           | mecze | punkty | sety | małe punkty |
| ------- | ----------------- | ----- | ------ | ---- | ----------- |
| 1       | AKS WSS Łódź      | 3     | 6      | 9:1  | 243:199     |
| 2       | WKS Wawel Kraków  | 3     | 5      | 7:3  | 236:209     |
| 3       | KS Metro Warszawa | 3     | 4      | 3:6  | 199:220     |
| 4       | TSV Mansard Sanok | 3     | 3      | 0:9  | 179:229     |

     awans do turnieju finałowego

### Kęty
| miejsce | drużyna                           | mecze | punkty | sety | małe punkty |
| ------- | --------------------------------- | ----- | ------ | ---- | ----------- |
| 1       | UMKS Kęczanin Kęty                | 3     | 6      | 9:2  | 264:203     |
| 2       | MKS MOSiR Jasło                   | 3     | 5      | 8:4  | 274:247     |
| 3       | KS Warta Działoszyn               | 3     | 4      | 3:8  | 222:259     |
| 4       | ULKS Młodzik Ziemia Oławska Oława | 3     | 3      | 3:9  | 233:284     |

     awans do turnieju finałowego

### Wyszków
| miejsce | drużyna                     | mecze | punkty | sety | małe punkty |
| ------- | --------------------------- | ----- | ------ | ---- | ----------- |
| 1       | KS Camper Wyszków           | 3     | 6      | 9:1  | 258:193     |
| 2       | ULKS Wolanka Wola Osowińska | 3     | 5      | 6:4  | 220:214     |
| 3       | LUKS Wilki Wilczyn          | 3     | 4      | 5:7  | 271:294     |
| 4       | LUKS Żubr TL Białowieża     | 3     | 3      | 1:9  | 197:245     |

     awans do turnieju finałowego

### Lipsk
| miejsce | drużyna                              | mecze | punkty | sety | małe punkty |
| ------- | ------------------------------------ | ----- | ------ | ---- | ----------- |
| 1       | UMKS MOS Wola Warszawa               | 3     | 6      | 9:1  | 250:179     |
| 2       | AZS Politechnika Lubelska Lublin     | 3     | 4      | 5:6  | 248:280     |
| 3       | MKS Truso Cleaner Grupa Wodna Elbląg | 3     | 4      | 4:7  | 229:253     |
| 4       | LUKS Biebrza Lipsk                   | 3     | 4      | 3:7  | 236:251     |

     awans do turnieju finałowego

### Lębork
| miejsce | drużyna                     | mecze | punkty | sety | adnotacje                     |
| ------- | --------------------------- | ----- | ------ | ---- | ----------------------------- |
| 1       | SPS Lębork                  | 3     | 6      | 9:3  |                               |
| 2       | UKS Mosińska Jedynka Mosina | 3     | 5      | 8:4  |                               |
| 3       | TS Koset Grudziądz          | 3     | 4      | 3:8  | awans do II ligi decyzją PZPS |
| 4       | LO SMS Świnoujście          | 3     | 3      | 4:9  | awans do II ligi decyzją PZPS |

     awans do turnieju finałowego

### Trzcianka
| miejsce | drużyna                            | mecze | punkty | sety | małe punkty |
| ------- | ---------------------------------- | ----- | ------ | ---- | ----------- |
| 1       | MKS MDK Trzcianka                  | 3     | 6      | 9:1  | 245:195     |
| 2       | LKS SpartakusTrans Complex Pyrzyce | 3     | 4      | 5:7  | 263:266     |
| 3       | UKS Tent Zatoka Puck               | 3     | 4      | 4:6  | 209:238     |
| 4       | LZS Jastrzębie Lipno               | 3     | 4      | 4:8  | 263:281     |

     awans do turnieju finałowego

### Żagań
| miejsce | drużyna                           | mecze | punkty | sety | małe punkty |
| ------- | --------------------------------- | ----- | ------ | ---- | ----------- |
| 1       | Gwardia Wrocław SA                | 3     | 6      | 9:1  | 75:59       |
| 2       | WKS Sobieski Żagań                | 3     | 5      | 7:6  | ?           |
| 3       | MMKS Kędzierzyn-Koźle             | 3     | 4      | 5:6  | ?           |
| 4       | AZS Politechniki Śląskiej Gliwice | 3     | 3      | 1:9  | 59:75       |

     awans do turnieju finałowego

### Jaworzno
| miejsce | drużyna                       | mecze | punkty | sety | małe punkty |
| ------- | ----------------------------- | ----- | ------ | ---- | ----------- |
| 1       | MCKiS II Jaworzno             | 3     | 6      | 9:4  | 297:252     |
| 2       | KS Bielawianka Bester Bielawa | 3     | 5      | 7:3  | 230:204     |
| 3       | LZS TOR Dobrzeń Wielki        | 3     | 4      | 5:7  | 249:250     |
| 4       | MKS Budowlani Gozdnica        | 3     | 3      | 2:9  | 198:268     |

     awans do turnieju finałowego

## Turnieje finałowe[2]

### Łódź
| miejsce | drużyna                     | mecze | punkty | sety | małe punkty | adnotacje                                       |
| ------- | --------------------------- | ----- | ------ | ---- | ----------- | ----------------------------------------------- |
| 1       | AKS WSS Łódź                | 3     | 5      | 6:4  | 232:218     | brak zgłoszenia do przyszłych rozgrywek II ligi |
| 2       | WKS Sobieski Żagań          | 3     | 5      | 6:5  | 252:255     |                                                 |
| 3       | SPS Lębork                  | 3     | 4      | 6:6  | 252:257     |                                                 |
| 4       | ULKS Wolanka Wola Osowińska | 3     | 4      | 5:8  | 278:284     |                                                 |

     - baraż o awans

### Kęty
| miejsce | drużyna                          | mecze | punkty | sety | małe punkty |
| ------- | -------------------------------- | ----- | ------ | ---- | ----------- |
| 1       | UMKS Kęczanin Kęty               | 3     | 6      | 9:4  | 291:253     |
| 2       | AZS Politechnika Lubelska Lublin | 3     | 5      | 7:5  | 266:264     |
| 3       | MKS MDK Trzcianka                | 3     | 4      | 5:8  | 281:290     |
| 4       | KS Bielawianka Bester Bielawa    | 3     | 3      | 5:9  | 281:312     |

     - awans do II ligi
     - baraż o awans

### Wyszków
| miejsce | drużyna                     | mecze | punkty | sety | małe punkty | adnotacja          |
| ------- | --------------------------- | ----- | ------ | ---- | ----------- | ------------------ |
| 1       | WKS Wawel Kraków            | 3     | 6      | 9:2  | 259:233     |                    |
| 2       | Gwardia Wrocław SA          | 3     | 5      | 6:3  | 214:198     |                    |
| 3       | KS Camper Wyszków           | 3     | 4      | 4:6  | 228:225     | awans decyzją PZPS |
| 4       | UKS Mosińska Jedynka Mosina | 3     | 3      | 1:9  | 201:246     |                    |

     - awans do II ligi
     - baraż o awans

### Warszawa
| miejsce | drużyna                            | mecze | punkty | sety | małe punkty |
| ------- | ---------------------------------- | ----- | ------ | ---- | ----------- |
| 1       | UMKS MOS Wola Warszawa             | 3     | 6      | 9:2  | 263:218     |
| 2       | MKS MOSiR Jasło                    | 3     | 5      | 6:6  | 256:250     |
| 3       | MCKiS II Jaworzno                  | 3     | 4      | 6:6  | 251:253     |
| 4       | LKS SpartakusTrans Complex Pyrzyce | 3     | 3      | 2:9  | 213:262     |

     - awans do II ligi
     - baraż o awans

## Baraże o awans[3]
| gospodarz                 | gość                      | wynik | wyniki setów                      |
| ------------------------- | ------------------------- | ----- | --------------------------------- |
| Orion Sulechów            | WKS Sobieski Żagań        | 3:2   | 25:20, 20:25, 25:23, 21:25, 15:10 |
| WKS Sobieski Żagań        | Orion Sulechów            | 3:2   | 22:25, 25:20, 21:25, 25:19, 16:14 |
|                           |                           |       |                                   |
| Victoria PWSZ Wałbrzych   | AZS Politechnika Lubelska | 3:2   | 20:25, 20:25, 25:17, 25:21, 15:12 |
| AZS Politechnika Lubelska | Victoria PWSZ Wałbrzych   | 1:3   | 22:25, 22:25, 25:20, 20:25        |
|                           |                           |       |                                   |
| Lechia Tomaszów Maz.      | Gwardia Wrocław           | 3:0   | 25:16, 25:21, 25:20               |
| Gwardia Wrocław           | Lechia Tomaszów Maz.      | 3:2   | 21:25, 20:25, 25:18, 25:22, 15:9  |
|                           |                           |       |                                   |
| STS Skarżysko-Kamienna    | MKS MOSiR Jasło           | 3:2   | 23:25, 27:25, 23:25, 25:19, 15:9  |
| MKS MOSiR Jasło           | STS Skarżysko-Kamienna    | 3:2   | 25:22, 22:25, 12:25, 25:22, 15:13 |

### Awans do II ligi po barażu
- WKS Sobieski Żagań
- Victoria PWSZ Wałbrzych (utrzymanie w II lidze)
- Lechia Tomaszów Mazowiecki (utrzymanie w II lidze)
- Gwardia Wrocław (awans decyzją PZPS)
- STS Skarżysko-Kamienna (utrzymanie w II lidze)